# 瑟迪卡峰

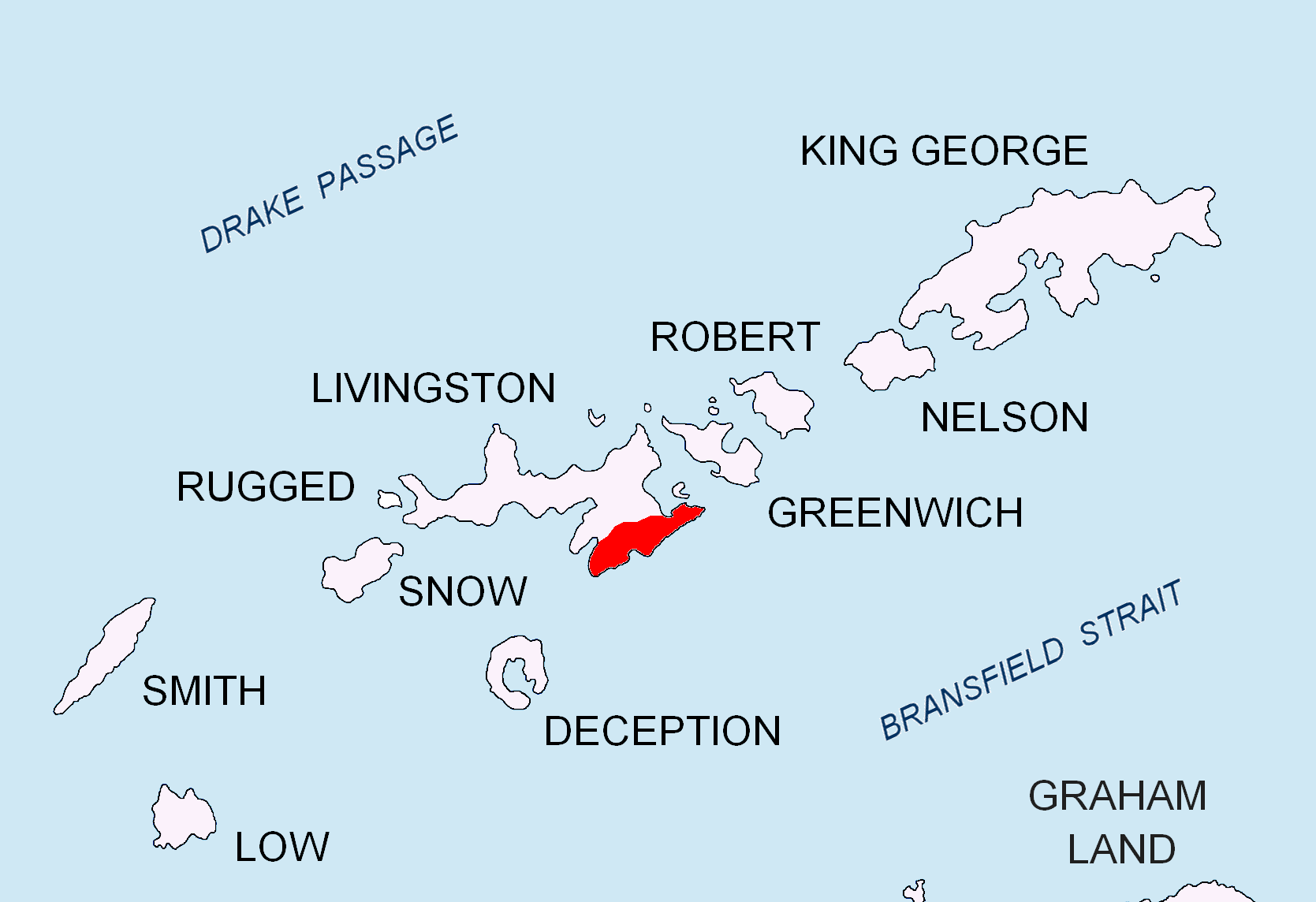

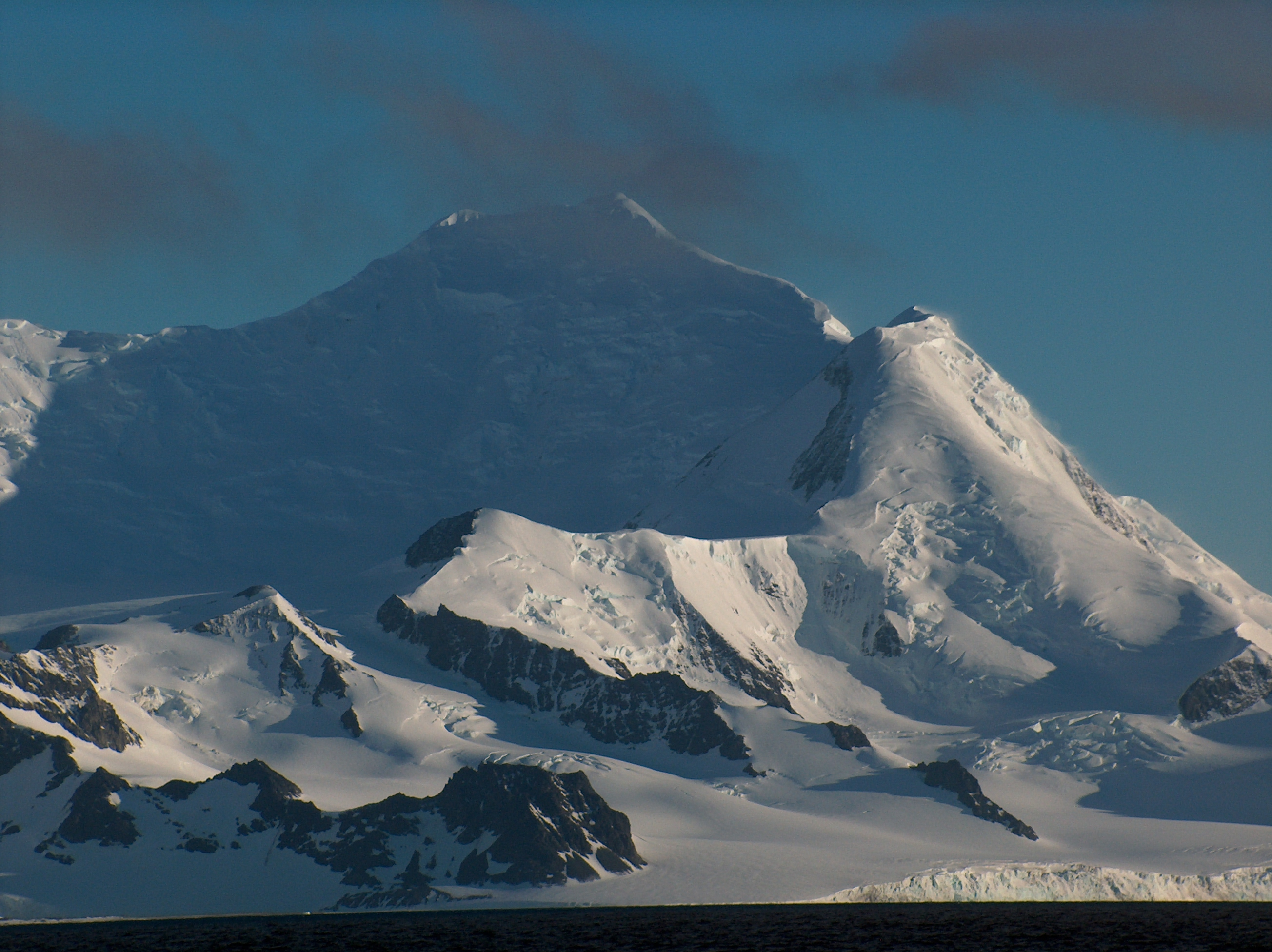

瑟迪卡峰（英語：Serdica Peak）是南極洲的山峰，位於南設得蘭群島的利文斯頓島，屬於騰格里山脈中列夫斯基嶺的一部分，海拔高度1,200米，處於大針峰以南1.29公里和艾托斯角以北2.83公里。

## 外部連結
- SCAR Composite Antarctic Gazetteer（页面存档备份，存于）.

62°40′52.5″S 60°03′22″W / 62.681250°S 60.05611°W